# Índex de capacitat del procés
L'índex de capacitat del procés, Cpk, també denominat ràtio de capacitat del procés, és un càlcul estadístic sobre la capacitat del procés: La capacitat d'un procés per produir un resultat dins d'uns límits predefinits (TS, tolerància superior i TU, tolerància inferior). El concepte de capacitat del procés és vàlid només per a processos que estan sotmesos a control estadístic. Aquest índex té un paper fonamental en les plantes de producció a l'hora de demostrar que un procés (ex. de producció de caragols) és fiable i està sota control.

## Límits d'especificació
TI, tolerància inferior (en anglès LSL, Lower Specification Limit) i TS, tolerància superior (en anglès USL, Upper Specification Limit) són els límits superior i inferior de l'especificació. Sent T la mitjana objectiu del procés, la mitjana estimada del procés és {\displaystyle {\hat {\mu }}}, i la variabilitat estimada del procés és {\displaystyle {\hat {\sigma }}}, on els índexs de capacitat acceptats de manera general són els següents:
| Índex | Descripció |
| --- | --- |
| {\displaystyle {\hat {C}}_{p}={\frac {TS-TI}{6\cdot {\hat {\sigma }}}}}                                                                                  | Calcula el que el procés seria capaç de produir si el estigués centrat. Pressuposa que el resultat del procés segueix una distribució normal. |
| {\displaystyle {\hat {C}}_{p,inferior}={{\hat {\mu }}-TI \over 3\cdot {\hat {\sigma }}}}                                                                 | Calcula la capacitat del procés per a especificacions només amb un límit inferior (ex. força). Pressuposa que el resultat del procés està aproximadament distribuït de forma normal. |
| {\displaystyle {\hat {C}}_{p,superior}={TS-{\hat {\mu }} \over 3\cdot {\hat {\sigma }}}}                                                                 | Calcula la capacitat del procés per a especificacions únicament amb un límit superior (ex. concentració). Pressuposa que el resultat del procés aquesta aproximadament distribuït de forma normal. |
| {\displaystyle {\hat {C}}_{pk}=\min {\Bigg [}{TS-{\hat {\mu }} \over 3\cdot {\hat {\sigma }}},{{\hat {\mu }}-TI \over 3\cdot {\hat {\sigma }}}{\Bigg ]}} | Calcula el que el procés és capaç de produir si l'objectiu del procés està centrat entre els límits de l'especificació. En el cas que la mitjana del procés no estigui centrada, {\displaystyle {\hat {C}}_{p}} sobreestima la capacitat del procés. {\displaystyle {\hat {C}}_{pk}<0} si la mitjana del procés se situa fora dels límits d'especificació. Pressuposa que el resultat del procés aquesta aproximadament distribuït de forma normal. |
| {\displaystyle {\hat {C}}_{pm}={\frac {{\hat {C}}_{p}}{\sqrt {1+\left({\frac {{\hat {\mu }}-T}{\hat {\sigma }}}\right)^{2}}}}}                           | Calcula la capacitat del procés respecte a un objectiu, T. {\displaystyle {\hat {C}}_{pm}} és sempre més gran que zero. Pressuposa que el resultat del procés està aproximadament distribuït de manera normal. |
| {\displaystyle {\hat {C}}_{pkm}={\frac {{\hat {C}}_{pk}}{\sqrt {1+\left({\frac {{\hat {\mu }}-T}{\hat {\sigma }}}\right)^{2}}}}}                         | Calcula la capacitat del procés respecte a un objectiu, T vàlid per un procés amb una mitjana descentrada. Pressuposa que el resultat del procés està aproximadament distribuït de manera normal. |

{\displaystyle {\hat {\sigma }}} s'estima utilitzant la desviació estàndard de mostreig.

## Valors recomanats
Els índexs de capacitat de procés emfatitzen la necessitat de millorar la capacitat del procés quan majors són. Valors propers o per sota de zero indiquen que el procés no està centrat ({\displaystyle {\hat {\mu }}} lluny de T) o bé són inestables.
Un valor de l'índex de capacitat del procés acceptable no és una mica de caràcter general. Les metes d'una empresa així com el sector o centre de producció afectat fins i tot el procés en observació, poden comptar amb diferents objectius diferents per a l'índex. No obstant això, almenys un expert acadèmic recomana el següent:
| Cas                                                         | Recomanació de capacitat mínima de procés per a especificacions amb 2 límits | Recomanació de capacitat mínima de procés per a especificacions amb 1 límit |
| ----------------------------------------------------------- | ---------------------------------------------------------------------------- | --------------------------------------------------------------------------- |
| Procés existent                                             | 1.33                                                                         | 1.25                                                                        |
| Procés nou                                                  | 1.50                                                                         | 1.45                                                                        |
| Paràmetres crítics o de seguretat per a processos existents | 1.50                                                                         | 1.45                                                                        |
| Paràmetres crítics o de seguretat per a processos nous      | 1.67                                                                         | 1.60                                                                        |
| Procés de qualitat de Sis sigma                             | 2.00                                                                         | 2.00                                                                        |

És important destacar que en casos en els quals l'índex Cpk d'un procés és superior a 2,5, disminuir aquest índex pot resultar car sense un benefici directe.